# Christopher Landon
Christopher Beau Landon, ibland skriven som Christopher B. Landon, född 27 februari 1975 i Los Angeles i Kalifornien, är en amerikansk filmregissör, filmproducent och manusförfattare.

## Bakgrund
Landon föddes i Los Angeles som det fjärde och yngsta barnet till skådespelaren Michael Landon (1936–1991) och hans andra hustru Lynn Noe (1933–2015). Efter sina föräldrars skilsmässa bodde han hos fadern, tills han gick bort i bukspottkörtelcancer i juli 1991. Han har tre helsyskon, tre halvsyskon, och två adoptivsyskon, däribland skådespelarna Michael Landon Jr. och Jennifer Landon. Hans farfar var av judisk bakgrund, medan hans farmor var av katolsk bakgrund. Fadern Michael Landons uppväxt var dock helt och hållet judisk, trots farmoderns katolska bakgrund.

## Karriär
Christopher Landon valde att gå i faderns fotspår och bli filmskapare. Han studerade manusförfattarskap på Loyola Marymount University i Los Angeles, men hoppade efter tre år av för att göra karriär, då filmregissören Larry Clark hade läst ett av hans manus och erbjudit honom ett jobb som manusförfattare. Christopher Landon skrev manus till filmen Another Day in Paradise från 1998, tillsammans med Eddie Little och Stephen Chin. Senare kom han ut som gay. "Jag kan falla av någon lista på grund av min sexualitet. Men om det händer, då vill jag verkligen inte vara med på den listan ändå", sa han, samtidigt som han även pratade om homofobi i Hollywood, samt i hela filmindustrin. "Jag var månadens smak och sedan blev jag snabbt avskedad. Jag nådde en punkt i min karriär då jag inte kunde få ett möte någonstans." Han flyttade från Los Angeles till Austin i Texas.
År 2007 var Landon bland annat delaktig i arbetet med filmerna Blood & Chocolate och Disturbia, samt i TV-serien Dirty Sexy Money, där han var manusförfattare. Han skrev manus till serien Paranormal Activitys andra, tredje, fjärde, femte, och sjunde film. Han var även regissör i den femte filmen, som var en spinoff på hela filmserien.
År 2015 var Landon regissör, samt en av manusförfattarna till zombiekomedifilmen Scouts Guide to the Zombie Apocalypse, som hade amerikansk biopremiär den 30 oktober 2015. Han skrev och regisserade skräckkomedifilmerna Happy Death Day och Happy Death Day 2U, som hade biopremiär år 2017 respektive 2019.
I augusti 2023 stod det klart att Landon skulle regissera Scream 7, som skulle bli den sjunde filmen i Scream-serien. Den 23 december meddelade han dock att han inte längre var delaktig i den filmen, då han hade bestämt sig för att lämna hela projektet bakom sig, strax efter utgången av de tidigare huvudrollsinnehavarna Melissa Barrera och Jenna Ortega (Sam och Tara Carpenter i Scream (2022) och Scream VI). I mars 2024 blev han ersatt av Scream-skaparen, tillika vännen och kollegan, Kevin Williamson, som filmens regissör.

## Privatliv
Landon lever tillsammans med partnern Cody Morris, med vilken han har sonen Beau Landon Morris.

## Filmografi (i urval)

### Film
- 1998 – Another Day in Paradise
- 2007 – Blood & Chocolate
- 2007 – Disturbia
- 2010 – Paranormal Activity 2
- 2011 – Paranormal Activity 3
- 2012 – Paranormal Activity 4
- 2014 – Paranormal Activity: The Marked Ones
- 2015 – Scouts Guide to the Zombie Apocalypse
- 2017 – Happy Death Day
- 2019 – Happy Death Day 2U
- 2020 – Freaky
- 2021 – Paranormal Activity: Next of Kin
- 2022 – My Best Friend's Exorcism
- 2023 – We Have a Ghost
- 2024 – Time Cut
- 2025 – Heart Eyes
- 2025 – Drop

### TV
- 2007–2009 – Dirty Sexy Money (TV-serie)